# Willis Dysart
Willis Nelson Dysart (15 de marzo de 1923 - 8 de noviembre de 2011) fue un calculista mental estadounidense. Dedicado a protagonizar espectáculos basados en su habilidad numérica, fue conocido con el nombre artístico de "Willie the Wizard" (El Mago Willie).

## Semblanza
Su talento para la aritmética surgió a la edad de tres años, después de que su madre le enseñó a contar. Dejó la escuela en el tercer grado (a los 9 años de edad) e inició su carrera como calculador ultrarrápido.
En 1938, un popular divulgador de casos insólitos, Robert Ripley, presentó a Dysart en su columna 'Believe It Or Not', donde apareció con el que se convertiría en el nombre artístico de Dysart: 'Willie the Wizard'.
En 1940, Dysart fue contratado por una estación de radio local para sumar los votos en las elecciones presidenciales de los Estados Unidos. Dysart daría muy rápidamente (mucho más rápido que las emisoras rivales, que utilizaban calculadoras mecánicas) "la posición exacta de cualquier candidato en la junta, incluido su total actual, el porcentaje de votos contados en ese momento y el resultado probable de la contienda sobre la base de la información existente". No contento con eso, Dysart proporcionaría un poco de entretenimiento, dando de inmediato a partir de las fechas de nacimiento de los candidatos los años, meses, horas, minutos y segundos que habían vivido hasta ese momento.
Dysart realizó numerosas demostraciones en directo de su habilidad en diversos lugares. También apareció en numerosos programas de televisión, incluidos "I've Got a Secret" (Tengo un secreto), You Asked For It, The Art Linkletter Show y The Joe Pyne Show, que lo hicieron famoso en los Estados Unidos. También se convirtió en sujeto de estudios psicológicos.
Aunque sobresalió en todo tipo de aritmética, las demostraciones más sorprendentes de Dysart se centraban en la suma y la multiplicación. Multiplicar un par de números de tres dígitos era para él una tarea trivial, por lo que dividía los números más grandes en grupos de tres dígitos antes de multiplicarlos (muchas de las multiplicaciones que realizó involucraban números de seis o nueve dígitos). A este respecto, Dysart es único entre los calculistas documentados, algunos de las cuales, sobre todo el holandés Wim Klein, multiplicaban números grandes dividiéndolos en grupos de dos dígitos, pero nunca números de tres dígitos. Dysart tardó menos de 10 segundos en multiplicar un par de números de nueve dígitos.
Murió el 8 de noviembre de 2011 en Long Beach, California.